# Aleksandrovac (okręg pczyński)
Aleksandrovac (cyr. Александровац) – wieś w Serbii, w okręgu pczyńskim, w mieście Vranje. W 2011 roku liczyła 492 mieszkańców.